# Distrito de Rudraprayag
Rudraprayag (en hindi: रुद्र प्रयाग जिला) es un distrito de la India en el estado de Uttarakhand. Código ISO: IN.UL.RP.
Comprende una superficie de 1896 km².
El centro administrativo es la ciudad de Rudraprayag.

## Demografía
Según censo 2011 contaba con una población total de 236 857 habitantes, de los cuales 125 110 eran mujeres y 111 747 varones.